# Hazerswoude-Rijndijk
Hazerswoude-Rijndijk è una località dei Paesi Bassi situata nella municipalità di Alphen aan den Rijn nella provincia dell'Olanda Meridionale. Prima della sua soppressione, avvenuta il 1º gennaio 1991, è stata il capoluogo della ex-municipalità di Hazerswoude. Successivamente, dalla sua costituzione, fino alla sua soppressione avvenuta il 1º gennaio 2014 è stata il capoluogo della ex-municipalità di Rijnwoude.